# Suplacu de Barcău
Suplacu de Barcău (Hongaars: Berettyószéplak of kort; Széplak) is een Roemeense gemeente in het district Bihor.
De gemeente Suplacu de Barcău telt 4522 inwoners, het hoofddorp 2377. In het hoofddorp zijn 1382 inwoners behorende tot de Hongaarse minderheid in Roemenië. Ze vormen hiermee de meerderheid van de bevolking.
De plaats ligt aan de rivier de Barcău (Hongaars; Berettyó) de ten zuiden van de kern wordt opgevangen in een groot stuwmeer. Dwars door het stuwmeer ligt een autosnelweg viaduct dat rond 2004 is gebouwd door de Amerikaanse constructiemaatschappij Bechtel. Doordat er problemen ontstonden tussen de Roemeense overheid en de bouwer rondom de financiering is de bouw destijds stilgelegd. Het is de bedoeling dat een nieuwe aannemer alsnog de autosnelweg A3 gaat afbouwen volgens het originele plan.

## Bezienswaardigheden Suplacu de Barcău
- Hongaars gereformeerde Kerk gebouwd in romaanse tijd met een grote cilindervormige toren, deze kerk werd in 1869 afgebroken en vervangen door de huidige kerk.
- Grieks Katholieke kerk uit 1805
- Rooms Katholieke kerk, die eerst van hout was gebouwd in 1778 en in 1837 opnieuw uit steen werd opgetrokken.

## Dorpen en bevolking
De gemeente bestaat uit de volgende vijf dorpen: 
- Borumlaca (Baromlak) 970 inwoners, 415 Roemenen en 411 Roma
- Dolea (Dólyapuszta) 187 inwoners, 168 Hongaren
- Foglaş (Fogás) 176 inwoners
- Suplacu de Barcău (Berettyószéplak) 2377 inwoners, 882 Roemenen, 1178 Hongaren en 214 Roma.
- Valea Cerului (Cserpatak) 394 inwoners
- Vâlcelele (Blágarét) 225 inwoners

In Borumlaca, Valea Cerului en Valcelele wonen vrijwel geen Hongaren terwijl in Dolea de Hongaren 90% van de bevolking vormen. In Foglas zijn de Slowaken in de meerderheid.

## Autosnelweg A3
De gemeente is al sinds 2004 het beginpunt van een autosnelwegproject (Autostrada Transilvania A3). Tot op heden ligt de weg half afgebouwd in het landschap. In 2014 werd opnieuw een aanbesteding uitgezet voor het hervatten van de werkzaamheden, ook deze liep spaak. Inmiddels is in 2020 opnieuw aanbesteed. De snelweg zal het dorp verbinden met Borș aan de Hongaarse grens.

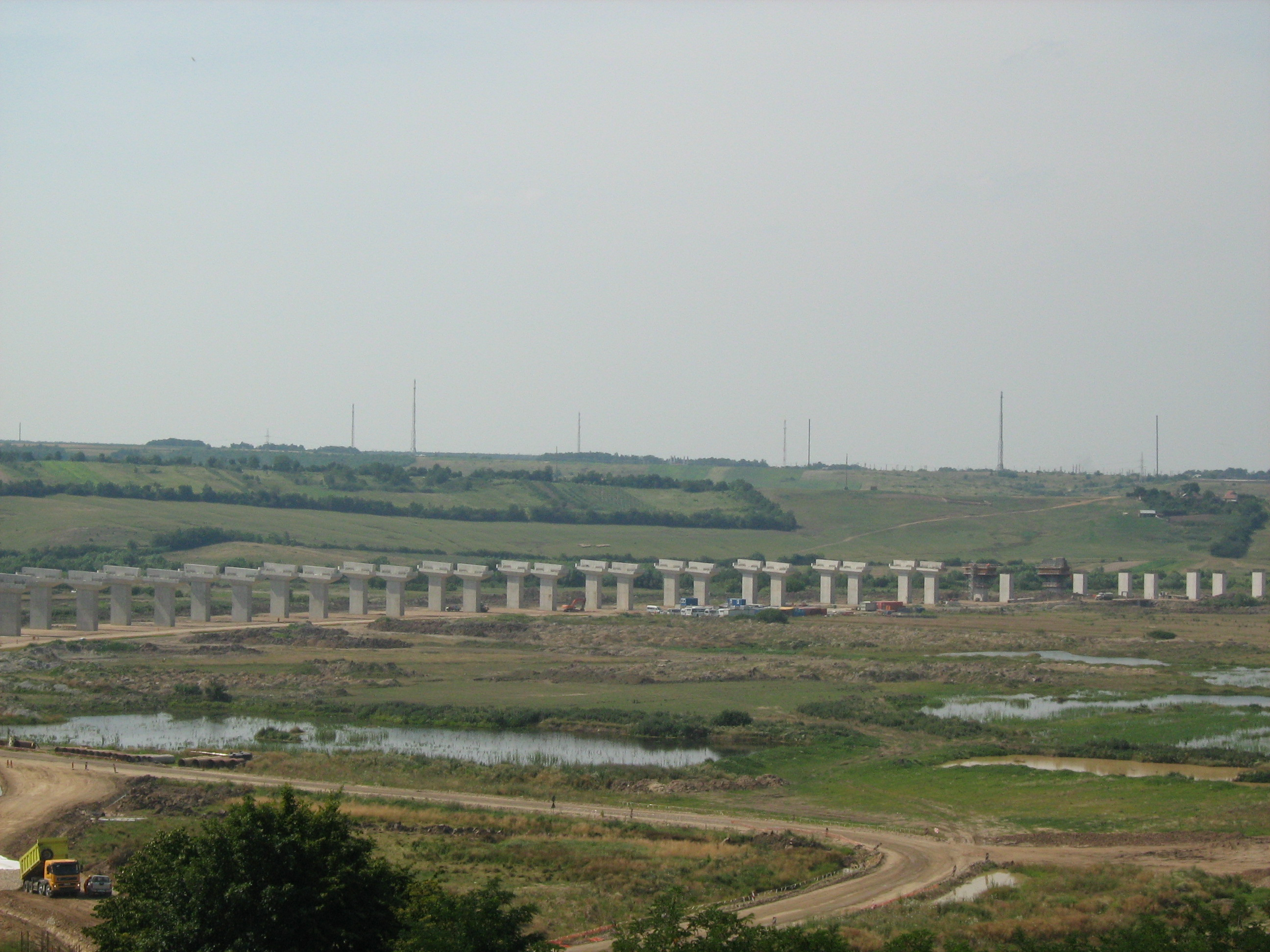
Het Suplacu de Barcău-viaduct in aanbouw, onderdeel van de A3